# دیم‌کاری

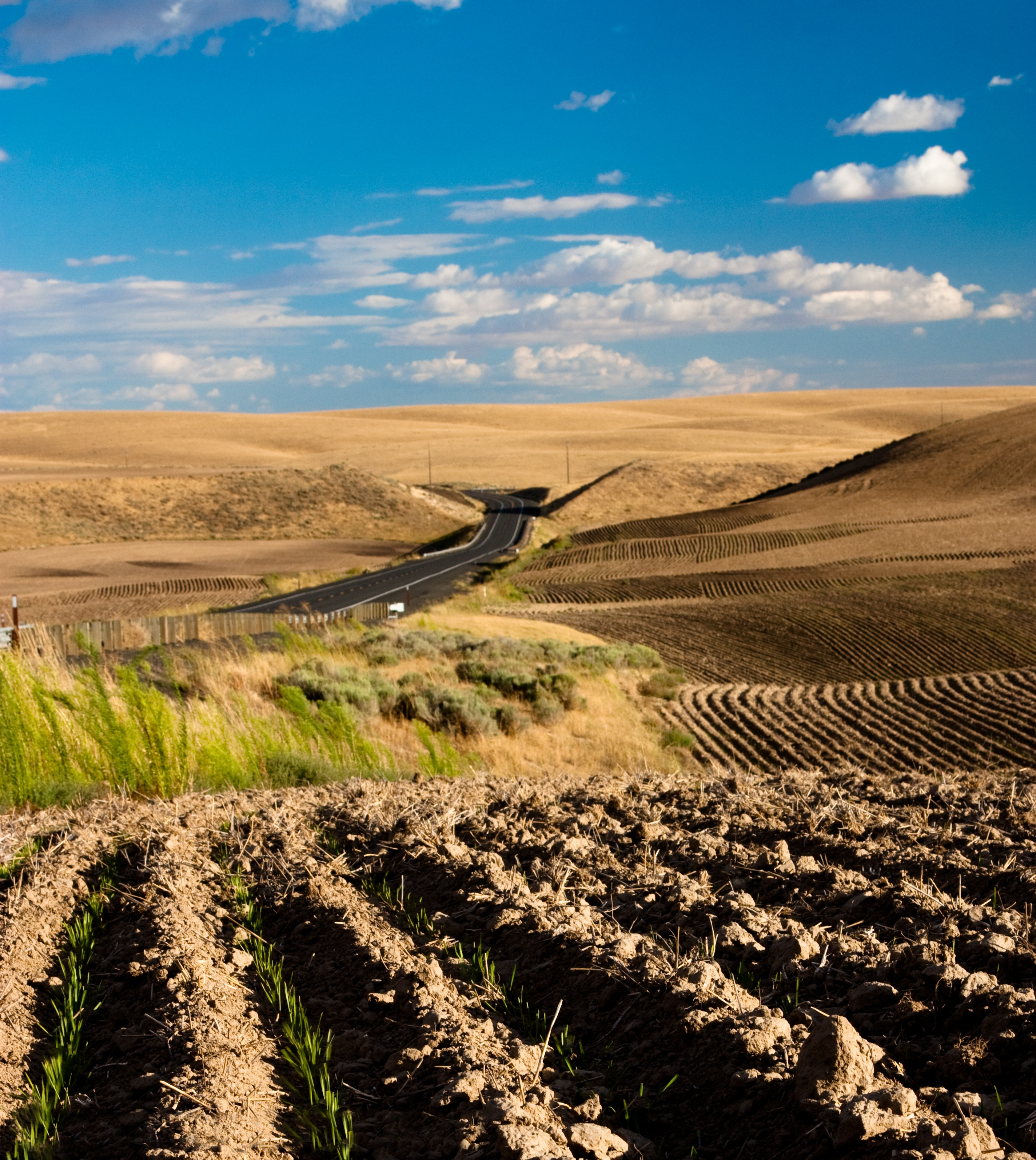
کشت دیم در ایالات متحدهٔ آمریکا

دیم‌کاری یا کشت دیم نوعی کشاورزی مخصوص مناطق خشک است که در آن تنها بارش‌های آسمانی تأمین‌کنندهٔ آب مورد نیاز کشتزار و زمین کشاورزی هستند.

## مکان

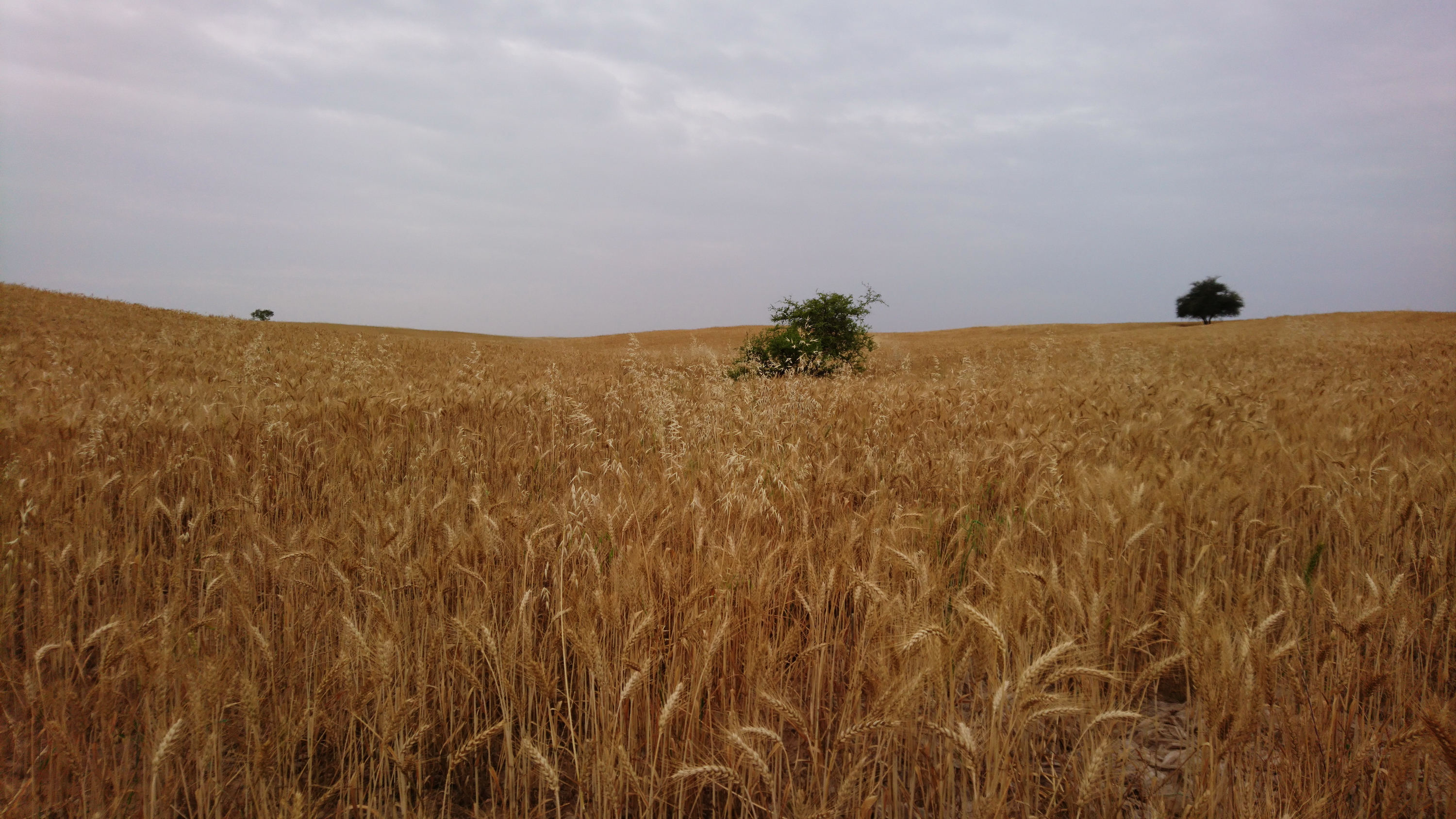
دیم‌کاری گندم در بهبهان

کشت دیم، عمدتاً در مناطق کوهپایه‌ای یا استپها صورت می‌پذیرد. بسته به نوع آب و هوا، روش دیم‌کاری متفاوت است. دیم‌کاری روش باستانی کشت در مناطق بیابانی بوده‌است و اقوام گوناگون در خاور میانه و شمال آفریقا از این راه کشاورزی می‌کرده‌اند.

## برنامه‌های فائو برای توسعهٔ کشت دیم
فائو یا سازمان خواربار و کشاورزی سازمان ملل متحد برنامه‌های گسترده‌ای برای توسعهٔ کشت دیم در جهان دارد تا به این وسیله با گرسنگی و سوء تغذیه در جهان مبارزه کند. در این راستا طرح‌های بزرگ کشت دیم در استرالیا، چین، اتیوپی، هند، مدیترانه و امریکای شمالی اجرا شده‌اند.
فائو معتقد است در صورت آموزش صحیح کشاورزان، بسیاری از گیاهان را می‌توان به صورت دیم پرورش داد.

## آبیاری کمکی
کشاورزانی که امکان آبیاری جانبی دارند در مرحلهٔ گل‌دهی یا گرده‌افشانی آب کمکی به مزارع خود می‌دهند که عملکرد را تا میزان بالایی افزایش می‌دهد.

## عوامل مؤثر بر عملکرد زراعت دیم
مهم‌ترین عواملی که در میزان تولید محصولات در زراعت دیم مؤثرند عبارت‌اند از:
1. وضعیت آب و هوا و مقدار بارندگی سالیانه.
2. منابع تأمین رطوبت خاک.
3. تناوب کشت دیم.
4. خصوصیات خاک.
5. نوع ماشین آلات و ادوات کشاورزی در زراعت دیم.
6. انتخاب صحیح و استفادهٔ مناسب از نهال‌ها.